# خورخي برون
خورخي برون (بالإسبانية: Jorge Broun)‏ (23 مايو 1986 بروساريو في الأرجنتين - ) هو لاعب كرة قدم أرجنتيني في مركز حراسة المرمى. لعب مع روزاريو سنترال ونادي أتليتيكو كولون وديبورتيس أنتوفاغاستا.

## وصلات خارجية
- خورخي برون على موقع قاعدة بيانات كرة القدم.إي يو (الإنجليزية)
- خورخي برون على موقع Soccerway.com (الإنجليزية)
- خورخي برون على موقع عالم كرة القدم.نت (الإنجليزية)